# Józef Kiszkurno

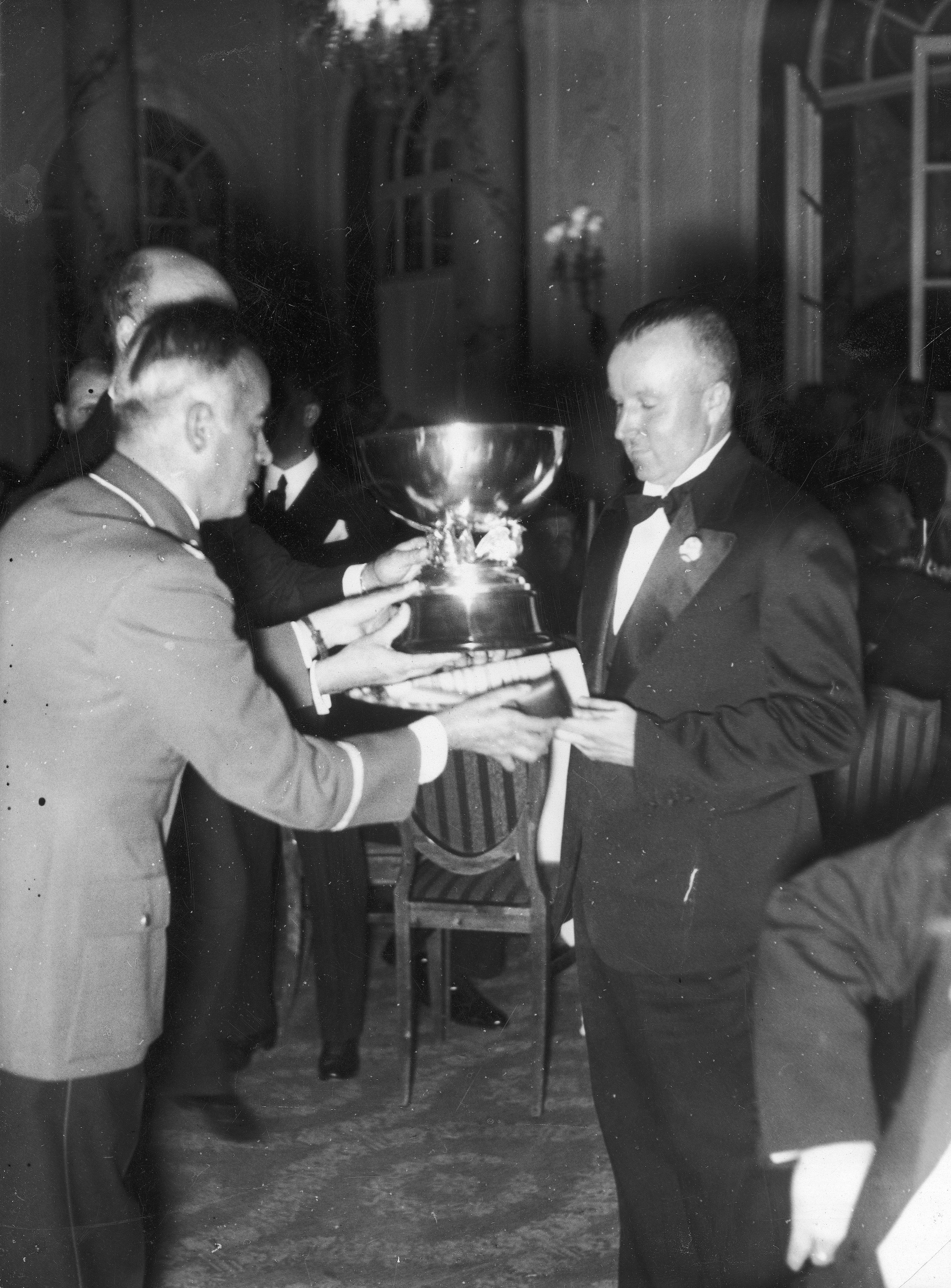
Józef Kiszkurno otrzymuje złoty puchar Mistrzostw Świata w Strzelaniu do Rzutków w 1936 roku z rąk ministra Hansa von Tschammer und Osten

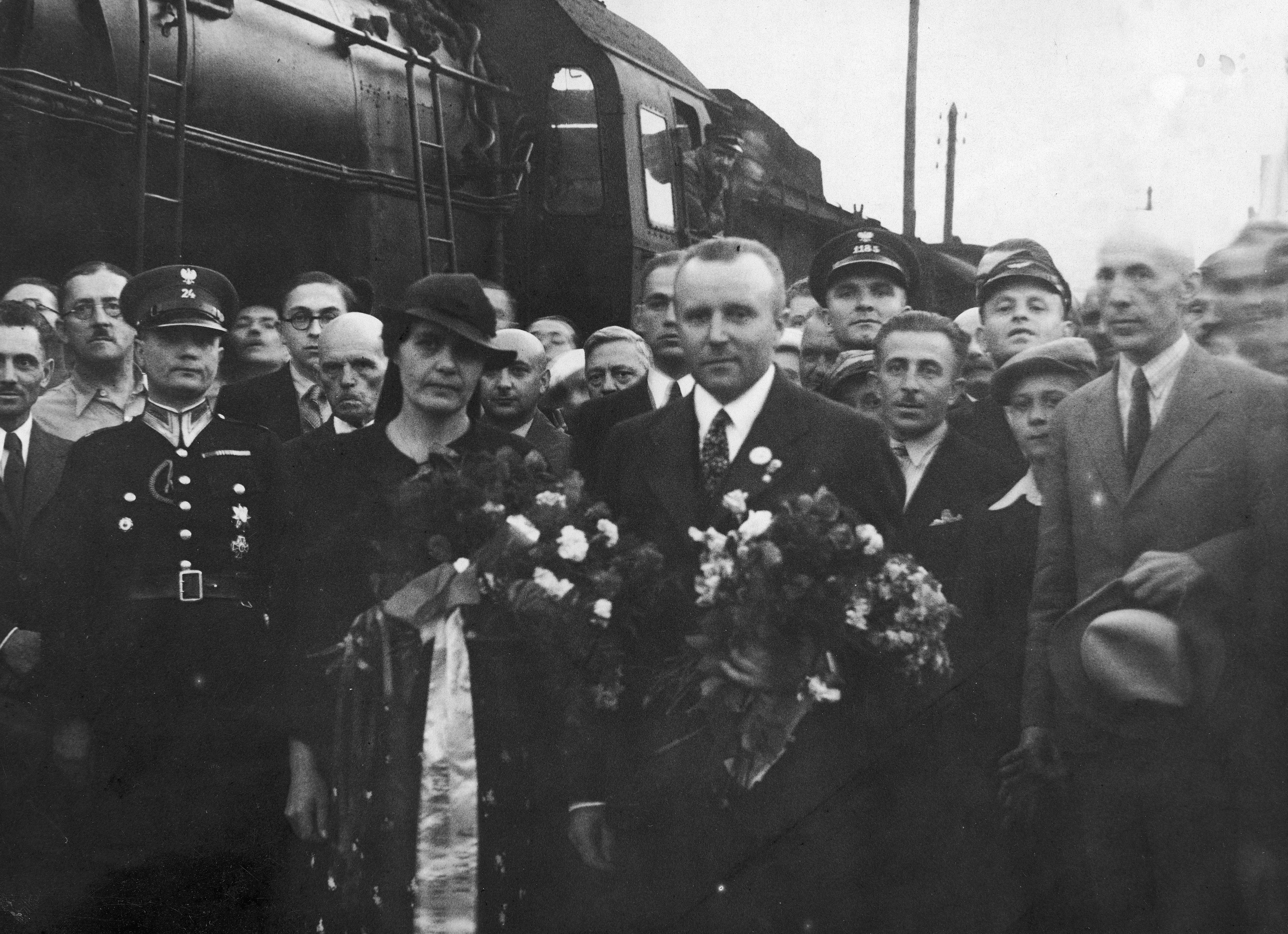
Uroczyste powitanie Józefa Kiszkurny na dworcu w Warszawie po powrocie z mistrzostw świata w 1936 roku, obok Kiszkurny stoi jego żona

Józef Kiszkurno (ur. 1 lutego 1895 w Nowowardowszczyźnie lub Nowowandowszczyźnie k. Mińska Litewskiego, zm. 8 lutego 1981 w Iwnie) – polski agronom, strzelec sportowy, specjalista w strzelaniu do rzutków (trap).
Był 19-krotnym mistrzem Polski (w latach 1928–1953), a także trzykrotnym mistrzem świata (1931 Lwów, 1936 Berlin oraz 1938 Luhačovice) oraz mistrzem Europy (1931 Lwów).

## Życiorys
Syn Adama i Marii z domu Sycz, urodził się jako jedno z sześciorga dzieci. W młodym wieku zainteresował się łowiectwem – w wieku 9 lat upolował samodzielnie pierwsze zwierzę, a w wieku 10 lat otrzymał własny karabin Berdan, jako nastolatek brał również udział w polowaniach na wilki.
Ukończył gimnazjum w Mińsku, w tym samym mieście uzyskał również wykształcenie agronomiczne. Według innych źródeł ukończył Technikum Agrarne w Kaliszu. W 1920 roku wraz z rodziną i przyjaciółmi opuścił Białoruś i przeniósł się do Polski, zamieszkał w Brudzewie, gdzie podjął pracę jako administrator w majątku Wacława Kurnatowskiego, a jego brat – Antoni, został administratorem tamtejszej parafii św. Mikołaja. Po śmierci Kurnatowskiego i odziedziczeniu majątku przez jego córkę – Cecylię, Kiszkurno został plenipotentem i praktycznie wyłącznym zarządcą brudzewskiego majątku. W Brudzewie rozwinął hodowlę krów holenderskich oraz świń, uporządkował również dworskie stawy i zarybił je karpiami. Zajmował także stanowisko administratora majątku Witolda Kępińskiego w Kolnicy. Dzięki Kępińskiemu zainteresował się trapem i strzelectwem sportowym.
Za namową mistrza strzeleckiego Stanisława Rosenwertha w 1927 roku Kiszkurno wziął udział w odbywających się w Warszawie zawodach strzeleckich, zajmując czwarte miejsce. W 1928 roku został zawodnikiem klubu Legia Warszawa, który reprezentował do wybuchu II wojny światowej. W 1928 lub 1929 roku po raz pierwszy zdobył tytuł mistrza Polski. W 1931 roku został członkiem reprezentacji Polski na organizowane we Lwowie mistrzostwa świata w strzelectwie, podczas których zdobył indywidualnie złoty medal oraz tytuł mistrza świata i mistrza Europy, uzyskał także drużynowy medal brązowy (wraz z Tadeuszem Barańskim, Konstantym Łyskowskim oraz Baranowskim).
W 1931 roku wraz z rodziną opuścił Brudzew i przeniósł się do Warszawy, gdzie został zatrudniony jako kierownik w Zakładach Amunicyjnych „Pocisk”.
W 1934 roku otrzymał nagrodę Złotego Głuszca. Podczas mistrzostw świata w 1936 roku ponownie uzyskał tytuł mistrzowski. Według anegdoty, Adolf Hitler miał odmówić wręczenia nagrody Polakowi, Kiszkurno otrzymał jednak złotą paterę z jego dedykacją oraz złotą odznakę Niemieckiego Związku Strzeleckiego. Na mistrzostwach świata w 1938 roku uzyskał drużynowo tytuł mistrzowski oraz indywidualnie III miejsce.
Po wybuchu kampanii wrześniowej opuścił Warszawę i zamieszkał w Białej Rawskiej, gdzie podjął pracę jako agronom. W 1940 roku zaproponowano mu podpisanie volkslisty oraz udział w zawodach strzeleckich, odmówił, zaczął się ukrywać i wstąpił do Armii Krajowej. Uczestniczył m.in. w tajnych spotkaniach w Trębaczewie, na których koordynowano dostawy żywności do Warszawy, jeszcze przed wybuchem powstania warszawskiego. Dwukrotnie został aresztowany, wypuszczano go jednak dzięki temu, że w jego posiadaniu znajdowała się złota patera z dedykacją Hitlera, którą otrzymał w 1936 roku.
W styczniu 1945 roku Kiszkurno został administratorem ośmiu majątków ziemskich na terenie powiatu rawskiego i skierniewickiego. Po jakimś czasie został administratorem w Kutnie, ostatecznie osiadł w Kamienicy, gdzie zajmował się myślistwem i hodowlą psów, kontynuował również karierę sportową jako zawodnik klubu Ogniwo Łódź (1949–1950), OWKS Bydgoszcz (1950), Kolejarz Bydgoszcz (1952–1953) oraz Legia Warszawa (1953–1955). Po raz pierwszy w zawodach wystąpił w 1947 roku, wygrywając konkurencję strzelania do rzutków z podejścia, zajął również drugie miejsce w międzynarodowych zawodach w Czechosłowacji. W 1952 roku brał udział w Letnich Igrzyskach Olimpijskich, zdobywając 9. miejsce. Został najstarszym polskim olimpijczykiem, występując w wieku 57 lat i 176 dni, jego rekord pobiła Katarzyna Milczarek-Jasińska podczas Letnich Igrzysk Olimpijskich w 2024 roku.
Po zakończeniu kariery sportowej stał się animatorem i trenerem strzelectwa sportowego, jednym z jego wychowanków był jego własny syn.

## Życie prywatne
Jego żoną była Józefa z d. Janowska, która zginęła w latach 70. XX wieku w wyniku potrącenia przez samochód. Miał dwóch synów – Zygmunta (1921–2012), lekarza i strzelca sportowego oraz Zbigniewa, dyrektora Państwowej Stadniny Koni w Iwnie.
Został pochowany na cmentarzu parafialnym w Iwnie.

## Ordery i odznaczenia
Otrzymał m.in.:
- Krzyż Kawalerski Orderu Odrodzenia Polski
- Złoty Krzyż Zasługi (11 marca 1932)[16]
- Złoty Medal Zasługi Łowieckiej[17]

## Upamiętnienie
W maju 1932 roku dzisiejszej ulicy Kolskiej w Brudzewie nadano imię mistrza świata Józefa Kiszkurno.
W 2010 roku w Środzie Wielkopolskiej otwarto Aleję Olimpijczyków, gdzie znalazła się poświęcona mu tablica. W 2022 roku został patronem hali sportowej w Brudzewie.